# Короткоусая линофрина
Короткоусая линофрина, или короткоусая ризофрина (лат. Linophryne brevibarbata) — вид лучепёрых рыб семейства Linophrynidae. Распространены в северной части Атлантического океана.

## Описание
Ярко выражен половой диморфизм. Самки достигают длины 10 см, а самцы — не более 1,9 см.
Тело у неё не покрыто чешуёй, оно морщинистое. Короткоусая линофрина окрашена в телесный цвет. он служит своеобразным камуфляжем, так как не различается при биолюминесцентном освещении.
Окрас кожи варьирует от белого (молочного) до телесного (как у белых людей) цвета. У этой рыбы небольшие зубы, что не свойственно для удильщикообразных.
Длина подбородочного выроста составляет 85—115 % стандартной длины тела; почти у основания вырост разделяется на три непарные боковые ветки. Передняя ветвь с проксимальной парой боковых ветвей; средняя ветвь раздвоенная, а задняя — простая. На окончании каждой ветви расположены один или несколько фотофоров. На выросте нет тонких филаментов.

## Ареал
Короткоусые линофрины распространены в северной части Атлантического океана между 32 и 45° с. ш. Встречаются от Бермудских островов до Мадейры и Азорских островов. Обитают на глубине от 600 до 2000 м.